# Министерство транспорта и общественных работ Макао
Министерство транспорта и общественных работ Макао или Секретариат транспорта и общественных работ Макао — орган исполнительной власти, является министерством правительства Макао, отвечает за контроль ряда важных услуг региона. 

## Список отделов
- Бюро картографии и кадастра
- Порты Макао
- Почта Макао
- Метеорологическое и геофизическое бюро
- Жилищно-коммунальный сектор
- Комитет по охране окружающей среды
- Управление гражданской авиации
- Управление развития инфраструктуры
- Отдел развития энергетического сектора
- Бюро регулирования связи
- Бюро земель, общественных работ и транспорта Макао